# 玛丽娜·马哈迪
拿汀巴杜卡玛丽娜·马哈迪，DPMS，LDH（英語：Marina binti Mahathir，1957年5月11日—），马来西亚社会运动家和作家。她也是马来西亚第四任兼第七任首相马哈迪·莫哈末和茜蒂哈斯玛的长女，毕业于萨塞克斯大学。

## 生平

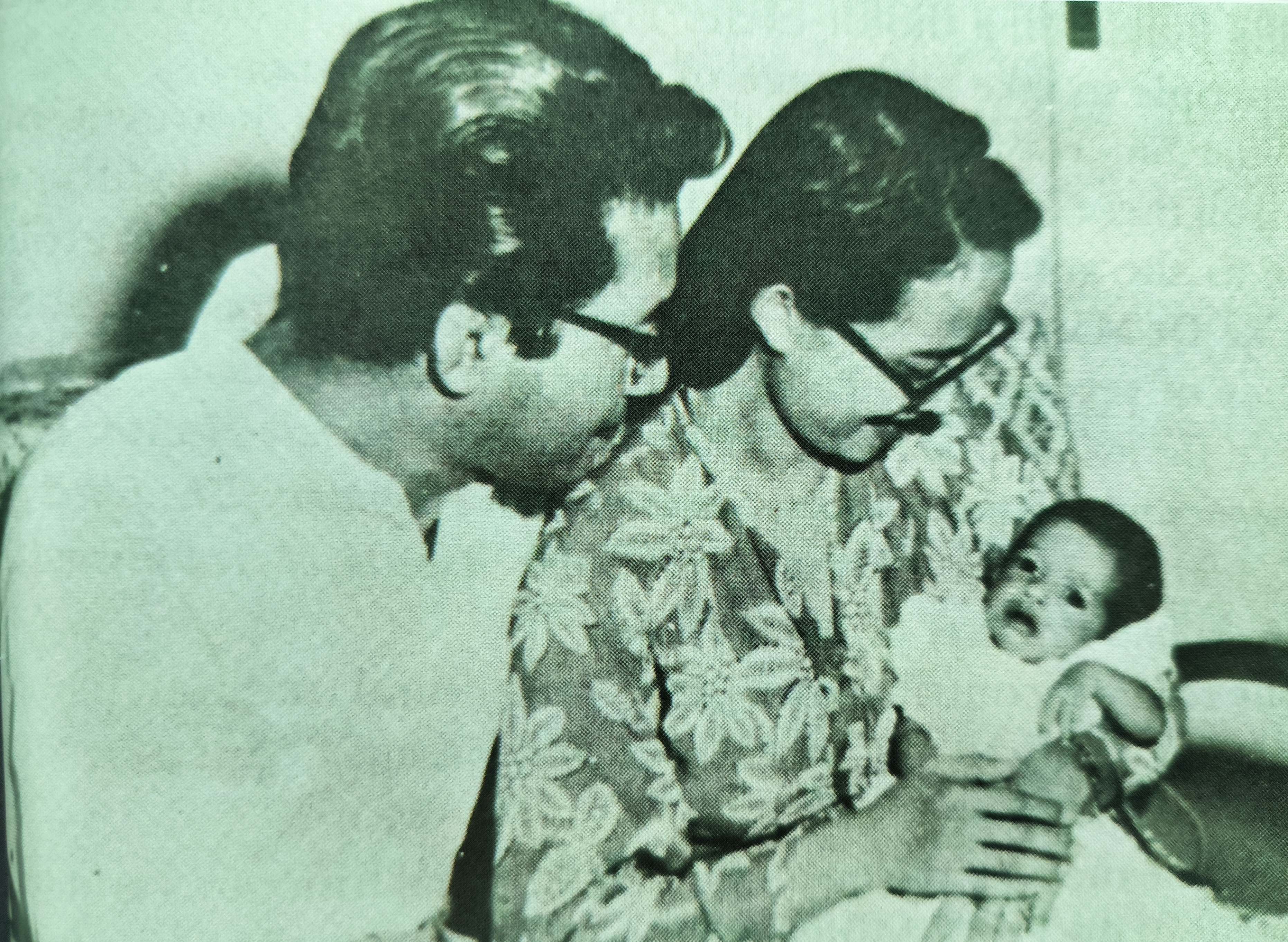
1957年，出生两个星期的玛丽娜由马哈迪夫妇照看

玛丽娜是许多马来西亚非政府组织（如马来西亚艾滋病基金会）的负责人，并且是活跃的社会政治博客。自1989年开始撰写马来西亚英文报章《星报》的双周专栏「Musings」。她在专栏中的一些作品已经发表到她的书中，包括于1997年出版的《MM的50天：狂奔》（50 Days: Rantings by MM）和2012年由Editions Didier Millet出版的《直话直说》（Telling It Straight）。其中《直话直说》是她从2003年至2012年在其专栏中发表的文章的精选，这本书也获得马来西亚著名政治学家和历史学家法里丝博士为其撰写前言。
玛丽娜也是妇女权利的积极倡导者。2006年，她描述了马来西亚穆斯林妇女的状况与种族隔离制度下的南非黑人相似。此外，玛丽娜也非常关注马来西亚LGBT权益，她曾在1998年和1999年期间批评自己的父亲马哈迪·莫哈末和呼吁马来西亚政府停止任何基于性取向的歧视。
2009年，玛丽娜曾与马哈迪家族的其他成员一起出现在马哈迪·莫哈末的个人纪录片中。2010年，玛丽娜因她积极投入防治艾滋病的志愿工作被联合国授予联合国年度人物奖。2016年，玛丽娜曾公开谴责马来西亚文化和传统正受到「阿拉伯化」的破坏。
2018年1月，马来西亚曾发生一名穆斯林女子因不戴妇女头巾而被一名穆斯林男子掌掴事件；对此，玛丽娜公开谴责该名男子，并表示马来西亚的伊斯兰化将使马来西亚分裂，她称伊斯兰化为「另一种形式的殖民化，这一概念从未被认为是非暴力的」。同年5月27日，玛丽娜受委为马来西亚爱滋病基金会（MAF）赞助人。
2020年2月15日，玛丽娜出席一场筹款晚宴，与父亲马哈迪一起跟著节奏起舞，长达一分钟的跳舞视频在WhatsApp上流传。2月24日，马来西亚首次发生政治危机，身为过渡首相的马哈迪与希望聯盟重新达成共识，决定争取捍卫首相位，后被揭发幕后功臣是玛丽娜。3月1日，玛丽娜和社运分子安美嘉因参与抗议慕尤丁出任第8任首相的集会，而遭警方调查。

## 个人生活
1998年6月7日，玛丽娜与印尼著名摄影师塔拉·索斯罗瓦多约结婚，两人育有两名女儿和一名儿子。
此前，她曾与法国人迪迪埃·鲁西（Didier Roussille）结婚，两人育有一名女儿伊内扎·鲁西（Ineza Roussille）。

## 评价
马哈迪·莫哈末：“玛丽娜是一个很独立的女性，无论她今天是怎样的一个人，她始终是我的女儿。”

## 荣誉和奖项
- 马来西亚
  -  雪蘭莪

 雪兰莪王室殿下勋章（DPMS）骑士指挥官勋章 — 拿汀巴杜卡（1999）
- 法國

 法国国家荣誉军团勋位（2016）

1996年10月29日，因积极投入防治艾滋病，孟沙扶轮社向玛丽娜颁发了年度杰出服务奖。
2016年3月30日，玛丽娜被法国政府授予法国荣誉军团勋章，以表彰她积极投入防治艾滋病的志愿工作。法国荣誉军团勋章是法国颁发的最高荣誉勋位勋章，玛丽娜是迄今获得该勋章的八个马来西亚公民之一。

## 著作
- 《50个日子》（玛丽娜于2008年12月出版的一本著作，内容叙述父亲马哈迪·莫哈末于2007年杪入院，动了两次心脏手术的经历[29][30]）